# Concatedral de Nossa Senhora de Guadalupe (Anchorage)
A Concatedral de Nossa Senhora de Guadalupe (em inglês: Our Lady of Guadalupe Co-Cathedral) é uma catedral católica localizada na cidade de Anchorage, nos Estados Unidos. É a sede da Arquidiocese de Anchorage-Juneau, juntamente com a Catedral da Sagrada Família, e é dedicada a Nossa Senhora de Guadalupe.